# Částečně bezmasá strava
Částečně bezmasá strava, známá také jako flexitariánská strava nebo semi-vegetariánská strava, je způsob stravování, který se vyznačuje konzumací rostlinné stravy s omezenou nebo příležitostnou konzumací masa. Flexitariáni mohou jíst maso jen několikrát týdně, jen příležitostně, nebo jen určité druhy masa, čímž se odlišují od vegetariánů, kteří se konzumace masa vzdávají úplně a ve všech jeho druzích (t.j. i ryb a vnitřností).

## Rozdělení
- flexitariánství neboli částečné vegetariánství – převážně vegetariánská strava, která povoluje občasnou konzumaci masa, flexitariáni často nejedí maso zvířat, která jsou chována v továrním prostředí, ale nejsou proti konzumování masa zvířat ulovených v divočině nebo chovaných na ekofarmách (v roce 2003 Americká dialektová společnost označila slovo flexitarián jako nejvýstižnější výraz pro člověka, který je vegetariánem s občasnou konzumací masa, v roce 2012 toto slovo přijal i mainstreamový slovník.)
- semivegetariánství, polovegetariány se mohou někdy označovat lidé, kteří jí jen určité druhy masa,[1] jen v malé míře nebo jen v určitou dobu. Jsou také označováni nebo se sami označují za pseudovegetariány,[2] tedy rádobyvegetariány.
- pescetariánství – pescetariáni nekonzumují maso savců (hovězí, vepřové, zvěřinu apod.) ani drůbež, ale konzumují ryby a ostatní živočišné produkty (mléko, vejce, med apod.)[1]
- pollotariánství – pollotariáni odmítají maso savců a ryby, zatímco konzumují drůbeží maso a jiné živočišné produkty, základem je však rostlinná strava, často pro důvody lepšího zdraví, životního prostředí nebo food justice.
- pescopollovegetariánství, pollopescetariánství – odmítají pouze maso savců
- lessetariánství – způsob stravy, kdy se maso konzumuje méně než obvykle
- vitariánství – strava založená na konzumaci potravin, které nebyly tepelně upraveny – kombinaci s veganstvím se říká vitariánství
- makrobiotika – základem stravy je konzumace celozrnných obilnin, zeleniny a luštěnin – makrobiotická strava nemusí být vždy vegetariánská, protože může povolovat konzumaci ryb[3]
- freeganství – absolutní bojkot ekonomického systému, který podle freeganů zneužívá lidi, zvířata a celou planetu – freegani definují tento životní styl jako o krok dále dovedené veganství, takže zjednodušeně místo toho, aby místo živočišných produktů kupovali rostlinné (jako vegani), nekupují žádné produkty – ohledně stravy to však neznamená, že freegani nekonzumují žádné živočišné produkty, přestože je to mezi nimi relativně častým jevem[4]
- jogínská strava je způsob stravování, které se skládá především z ovoce, obilovin, zeleniny, luštěnin, ořechů, mléka, mléčných produktů a medu[5]
- halal vegetariánství – kombinace halal stravy a vegetariánství[2]
- planetární dieta – dieta vytvořená se záměrem poskytnout plnohodnotnou stravu pro celosvětovou populaci 10 miliard lidí, která by byla realizovatelná v rámci nosné kapacity planety a zároveň zmírnila rizika některých civilizačních onemocnění

|                          | Červené maso | Drůbež | Ryby | Vejce | Mléčné výrobky | Med |
| ------------------------ | ------------ | ------ | ---- | ----- | -------------- | --- |
| Pescetariánství          | Ne           | Ne     | Ano  | Ano   | Ano            | Ano |
| Pollotariánství          | Ne           | Ano    | Ne   | Ano   | Ano            | Ano |
| Pescopollovegetariánství | Ne           | Ano    | Ano  | Ano   | Ano            | Ano |